# Остриа Гутьеррес, Альберто
Альберто Остриа Гутьеррес (исп. Alberto Ostria Gutiérrez; 6 февраля 1897 года, Сукре — 24 августа 1967 года, Сантьяго) — боливийский государственный деятель, министр иностранных дел (1939—1941).

## Биография
Учился на юридическом факультете в Университете Святого Франциска Ксаверия. Работу начинал корреспондентом боливийских, аргентинских, бразильских и испанских газет.
- Временный поверенный в делах в Аргентине, затем в Бразилии (1918)
- Адвокат (в Бразилии) (1918—1921)
- Профессор международного права в Университете Сан-Андрес (1921—1922)
- Временный поверенный в делах в Испании (1922—1926)
- Главный редактор газеты El Diario (1926—1927)
- Депутат Национальной ассамблеи (1927)
- Посол в Перу (1928—1929)
- Посол в Эквадоре (1930)
- Специальный посланник в Перу (1931)
- Делегат от Боливии на Международной конференции по разоружению (1932)
- Полномочный делегат в Лиге Наций и Международной конференции труда (1932)
- Посол в Бразилии (1936—1939)
- Министр иностранных дел (23 августа 1939 — 1 октября 1941)
- Посол в Чили (1942—1943)

В 1944 году был выслан из страны после прихода к власти президента Г. Вильярроэля. После свержения режима Вильярроэля вернулся к обязанностям посла в Чили (1946—1952). Вёл переговоры с чилийским правительством о предоставлении для Боливии порта на тихоокеанском побережье в обмен на нетерриториальную компенсацию для Чили.
Триумф Боливийской революции в 1952 году заставил его остаться в Чили в эмиграции. Жил в Сантьяго до самой смерти.
Автор мемуаров и книг.